# Lady Juliana

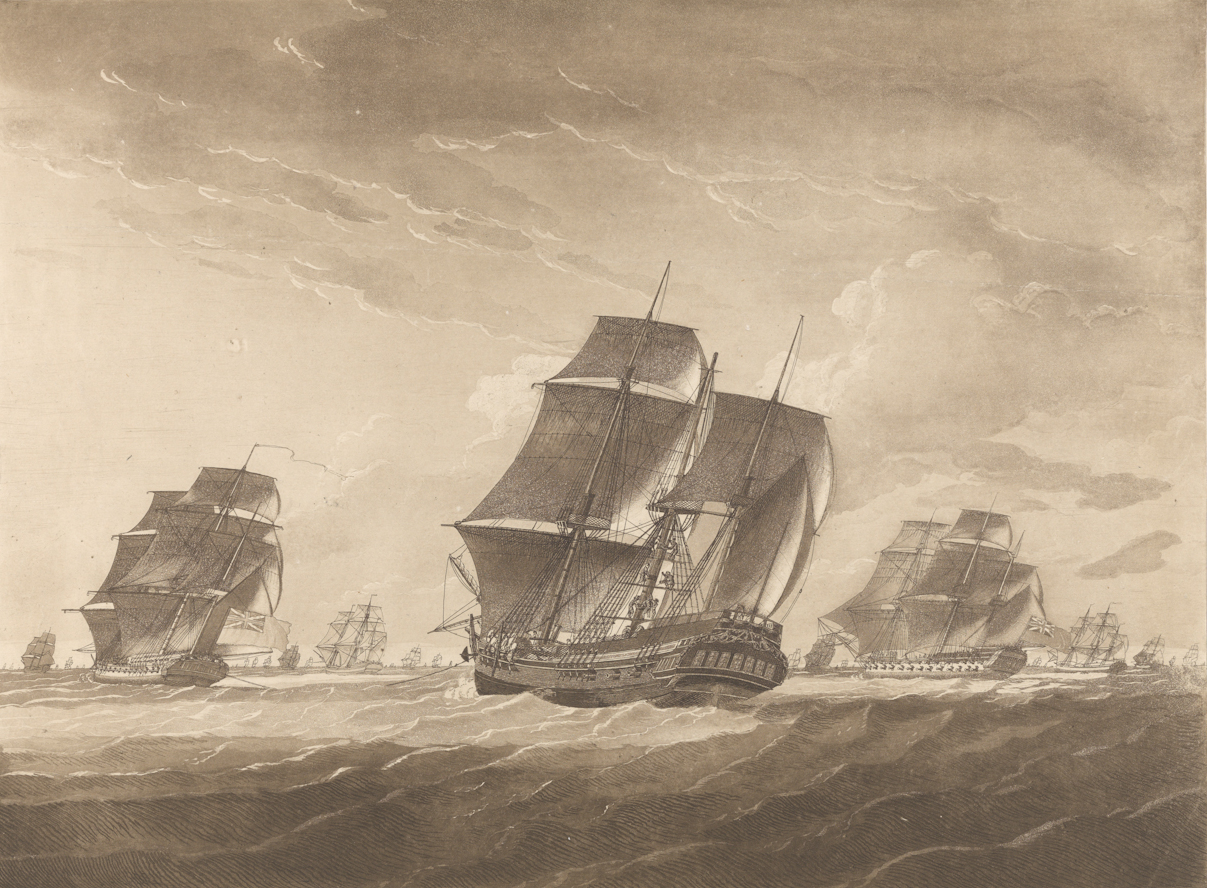
Le Lady Juliana représenté par Robert Dodd.

Le Lady Juliana (parfois dénommé Lady Julian) était un navire qui a transporté des condamnées en 1789 de Grande-Bretagne vers l'Australie. 
C'est le premier navire de condamnés à être arrivé à Port Jackson en Nouvelle-Galles du Sud après la First Fleet. Il est donc parfois considéré comme faisant partie de la Second Fleet et parfois non. 
Ce navire de 401 tonnes avait été affrété pour le transport de prostituées. Son capitaine était Thomas Edgar, qui avait navigué avec James Cook lors de son dernier voyage. Le chirurgien était Richard Alley qui était apparemment compétent selon les normes alors en vigueur mais a fait peu d'efforts pour maintenir la discipline. Après un délai de six mois, le Lady Juliana a quitté Plymouth, le 29 juillet 1789 avec 226 condamnées et a mis 309 jours pour atteindre Port Jackson (l'un des voyages les plus lents réalisés par un navire transportant des condamnés). Il a fait escale à Tenerife et St Jago, et a passé quarante cinq jours à Rio de Janeiro, et dix-neuf jours au Cap de Bonne-Espérance. 
Un compte-rendu du voyage a été écrit par le steward John Nicol. La plupart des condamnées étaient des prostituées de Londres, mais il y avait aussi des criminelles endurcies (des cambrioleuses, des receleuses, des voleuses à la tire etc.). 
Le navire a vite gagné la réputation d'être un bordel flottant. Nicol écrit que "lorsque nous étions assez au large", tous les hommes à bord avaient une femme parmi les condamnées, ils ont rien de mal." Dans les ports d'escale des marins provenant d'autres navires sont montés à bord et les marins n'ont pas tenté de réprimer cette activité licencieuse. Les condamnées avaient souvent un penchant pour l'alcool, et les bagarres étaient fréquentes. 
Au cours du voyage, seuls cinq condamnées sont mortes. Des rations étaient régulièrement distribuées, le navire était maintenu en état de propreté, les femmes avaient libre accès au pont, et des produits alimentaires frais ont été embarqués dans les ports d'escale. Ce traitement est en nette opposition avec celui qui a été réservé aux condamnés de la Second Fleet. 
Le Lady Juliana est arrivé à Port Jackson le 6 juin 1790. C'était le premier navire à être aperçu par les membres de la première colonie depuis leur arrivée près de deux ans et demi avant. David Collins a été mortifié à l'arrivée "d'une cargaison inutile et non rentable de 222 femmes, au lieu d'une cargaison de provisions". Le Lieutenant Ralph Clark a été plus catégorique encore déplorant l'arrivée des plus damnées des putains".
Après un carénage, le Lady Juliana a navigué vers la Chine, le 25 juillet 1790 pour charger une cargaison de thé de la Compagnie des Indes orientales.

## Condamnées notoires transportées par le Lady Juliana
- Mary Wade - Mary était âgée de 11 ans; à sa mort à 82 ans, elle avait plus de 300 descendants vivants.
- Elizabeth Steel - Elizabeth est la première australienne sourde. Sa tombe a été redécouverte en 1991.